# Bronisław Wilkoszewski
Saryusz Bronisław Paweł Wilkoszewski (ur. 1847 w Szczekocinach, w rodzinie szlacheckiej Leona i Marianny z Sobockich, zm. 11 czerwca 1901 w Łodzi) – fotograf zwany „łódzkim Canaletto”, działacz społeczny.

## Życiorys
W latach 1878–1888 wspólnie z Józefem Grodzickim prowadził zakład fotograficzny w Kielcach. Po dwóch latach usamodzielnił się. Jako właściciel zakładu fotograficznego pojął za żonę Mariannę Jankiewicz (w późniejszych latach znana łódzka aktorka i śpiewaczka).
We wrześniu 1887 od Ludwika Meyera wynajął lokal w willi „Trianon” w pasażu Meyera 5 (obecnie ul. Stanisława Moniuszki) w Łodzi a 19 lutego 1888 roku nastąpiło oficjalne otwarcie w tym miejscu zakładu fotograficznego. Atelier prowadził aż do śmierci w roku 1901. Dwa lata później wdowa, chcąc dalej prowadzić firmę, przeniosła pracownię do nowego lokalu przy ulicy Dzielnej 13.
Bronisław Wilkoszewski należał do łódzkiej inteligencji i bohemy – współtworzył Towarzystwo Śpiewacze „Lutnia”, należał do Towarzystwa Cyklistów. Jego atelier było miejscem wystaw artystycznych, przedstawień i koncertów.
W roku 1894 był oddany pod nadzór policji, a w 1896 prowadzono przeciwko niemu śledztwo w związku z rozpowszechnianiem rycin z napisem „Polonia. Konstytucja 3 Maja”. Fotografie z widokami miast – głównie Łodzi i okolic, ale także z Warszawy publikował pod swoim nazwiskiem w formie kart pocztowych. W roku 1989 wydał album Widoki miasta Łodzi.
Zmarł nagle, na atak serca, w lokalu „Resursy” w pomieszczeniach Grand Hotelu podczas gry w wista. Został pochowany w części katolickiej Starego Cmentarza w Łodzi.

## Fotografie
Według doniesień prasowych w „Lodzer Zeitung” i „Dzienniku Łódzkim” od 1892 roku rozpoczął „zdejmowanie najważniejszych budynków w Łodzi…” Dzięki jego fotografiom ocalony został od zapomnienia obraz dawnej wielkoprzemysłowej Łodzi. Te właśnie prace stały się podstawą albumów z fotografiami Bronisława Wilkoszewskiego m.in. „Widoki m. Łodzi”.

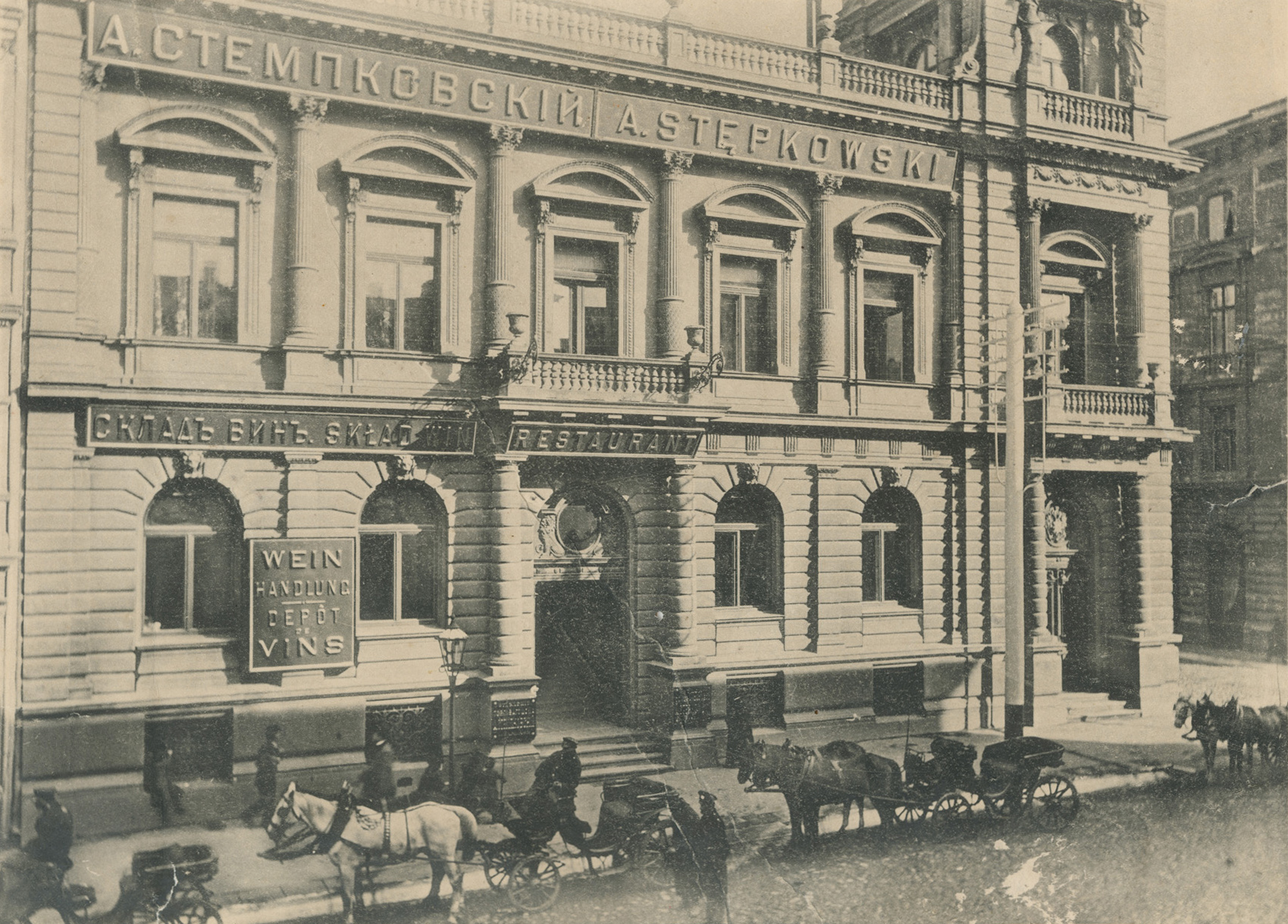
Piotrkowska 74, dom Towarzystwa Akcyjnego Ludwika Geyera
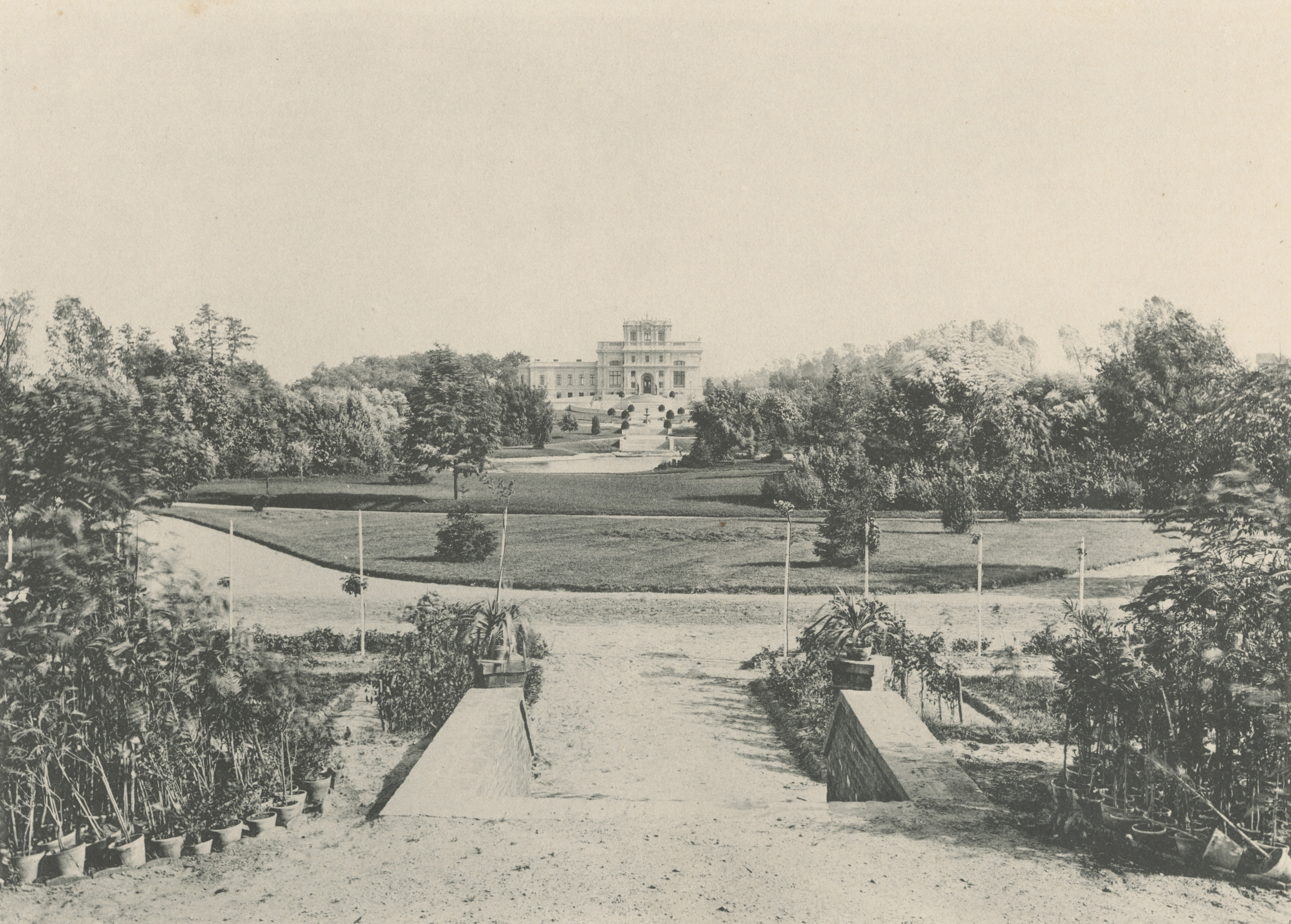
Park Julianowski w Łodzi
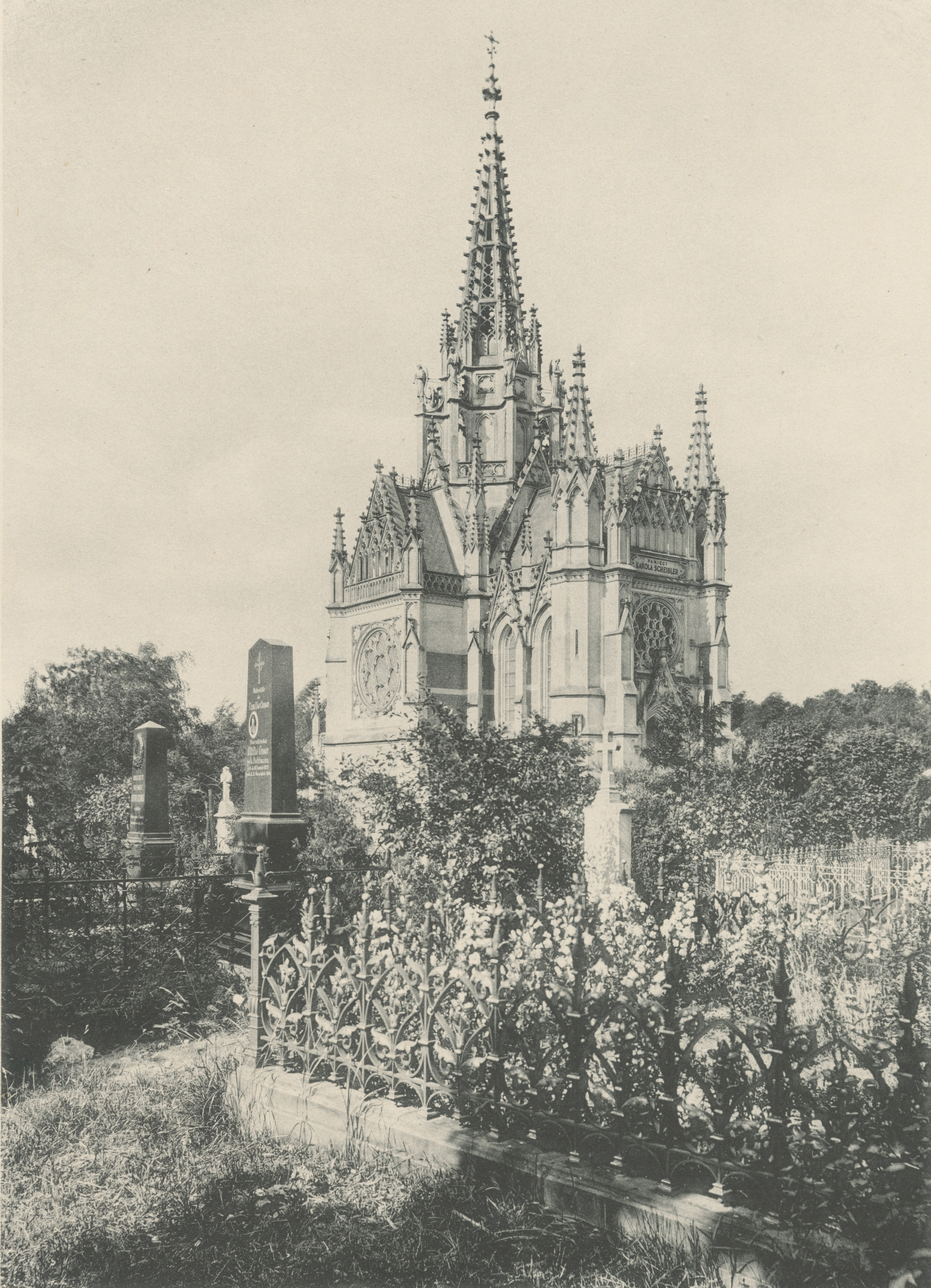
Kaplica Scheiblera
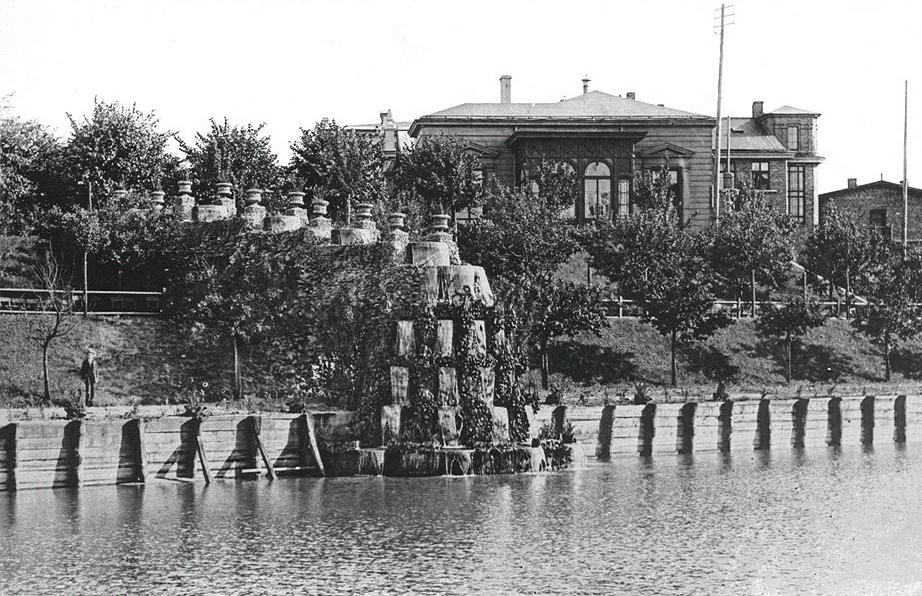
Park Helenów w Łodzi
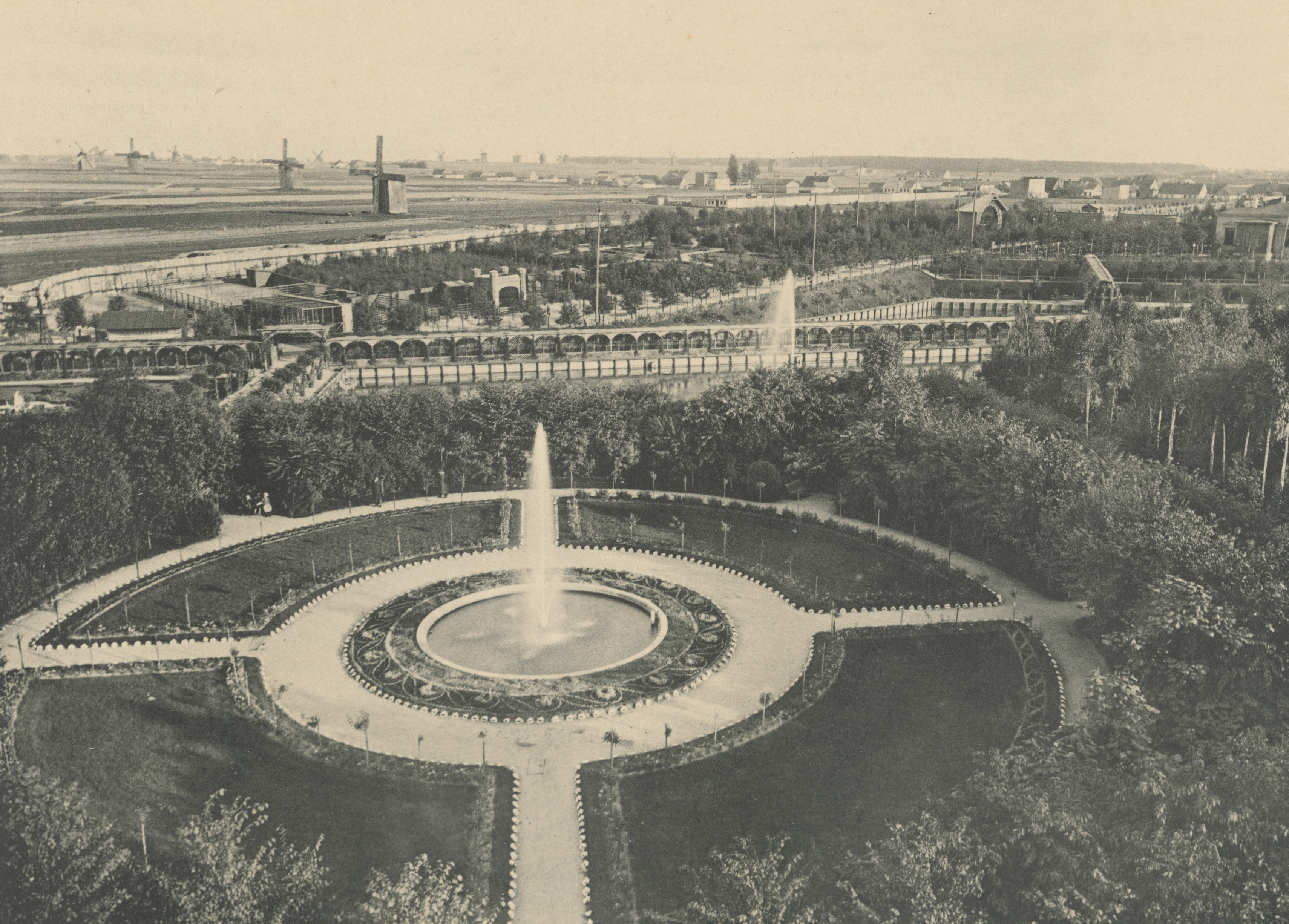
Park Helenów w Łodzi
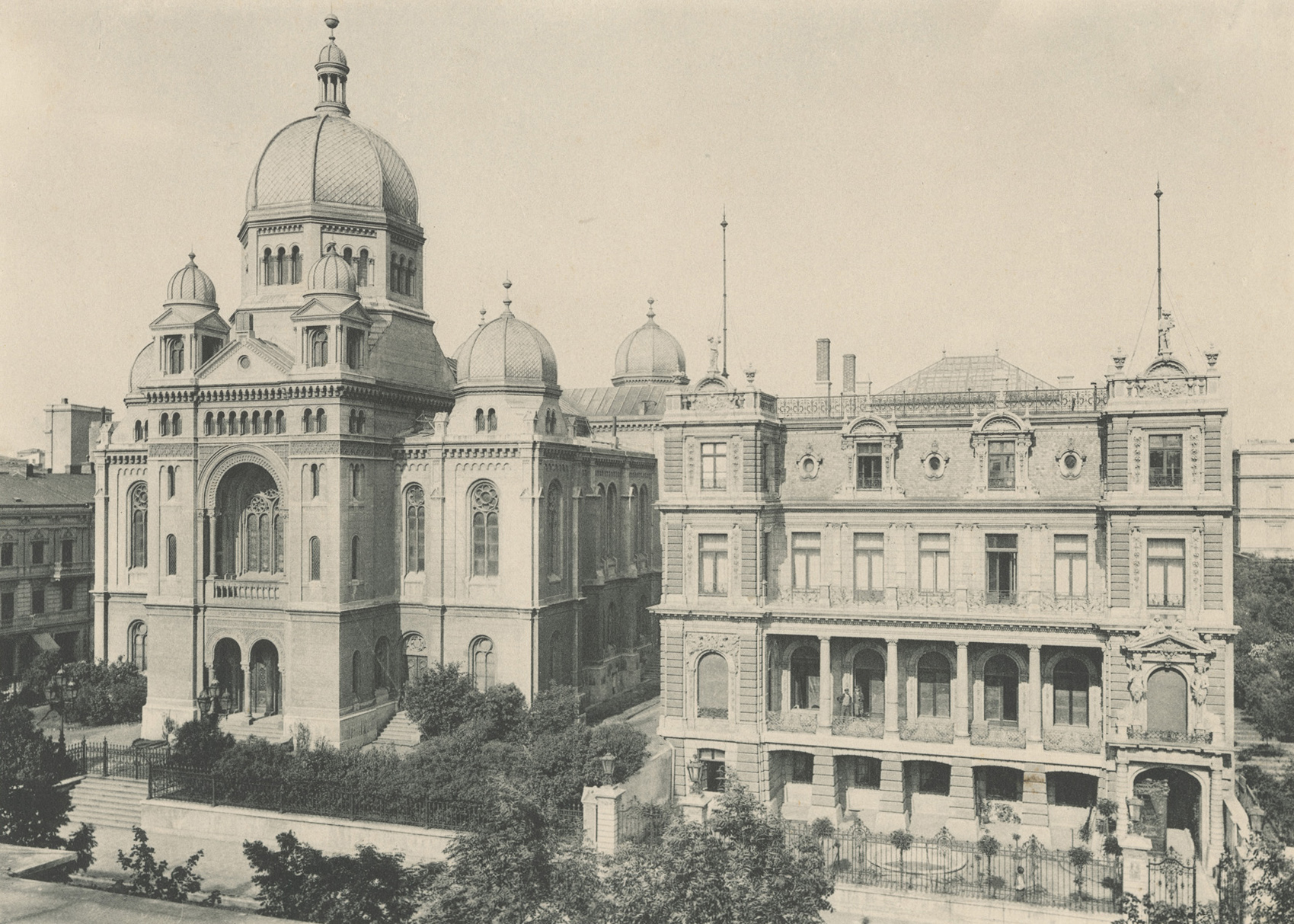
Wielka Synagoga w Łodzi